# Leucosoleniidae
Famille
Les Leucosoleniidae sont une famille d'éponges de l'ordre des Leucosolenida.

## Liste des genres
Selon World Register of Marine Species (3 octobre 2016) :
- genre Ascute Dendy & Row, 1913
- genre Ascyssa Haeckel, 1872
- genre Leucosolenia Bowerbank, 1864